# José Luis Carrasco
Jose Luis Carrasco Gamiz (Jaén, 27 april 1982) is een voormalig Spaans wielrenner.

## Belangrijkste overwinningen
2004
- 2e etappe Volta Ciclista Internacional a Lleida

2005
- Bergklassement Tirreno-Adriatico

2008
- 8e etappe Ronde van Catalonië

## Resultaten in voornaamste wedstrijden
| Jaar | Ronde van Italië | Ronde van Frankrijk | Ronde van Spanje |
| ---- | ---------------- | ------------------- | ---------------- |
| 2005 | 90e              |                     |                  |
| 2006 | 68e              |                     |                  |
| 2007 |                  |                     | 82e              |

| Jaar | Milaan-San Remo |
| ---- | --------------- |
| 2005 | 159e            |
| 2006 |                 |
| 2007 |                 |